# Habeas corpus
Habeas corpus, även habeas corpus cum causa eller habeas corpus ad subjiciendum, är en allmän rättslig princip med den ungefärliga betydelsen "den som tar en person i förvar skall tala om varför". 
Principen syftar till att varje person som hålls i fängsligt förvar (är frihetsberövad) ska ha rätt att inom en viss rimlig tid få höra anklagelserna mot sig. Personen ska också få rätt att bemöta anklagelserna och i förlängningen skapa underlag för beslut om frigivande eller fortsatt frihetsberövande. Likaså ska vederbörande få en domares eller domstols utslag om i fall laga skäl finns till fortsatt frihetsberövande – alternativt frigivande med eller utan villkor. 
Principen är till sitt innehåll central i alla moderna rättsstater.

## Historik
Principen formulerades tidigast i Englands Magna Charta. Principen återspeglas i Konungabalken i Magnus Erikssons landslag. Senare formulerades regeln i exempelvis Polen, den 25 april 1425 i akten "Neminem captivabimus nisi iure victum" (latin: "Vi ska ingen fängsla utan domslut") av kung Wladislaw Jagiello vid riksmötet i Brzesc-Kujawski. Principen är dock mest bekant genom Act of Habeas Corpus, en engelsk lag från 1679 riktad mot godtycklig häktning.
Habeas-corpus-akten (Act of Habeas Corpus) är den vanliga benämningen på en engelsk lag av 27 maj 1679, den mest berömda av de många engelska lagar, vilka bekräftar och reglerar den i England åtminstone sedan 1200-talet gällande rättsgrundsatsen om medborgares frihet från godtycklig häktning. Spår av att denna grundsats ingår i Common law märks redan före Magna Charta (1215), och den tillämpades allmänt under 1400-talet.

## Writ of habeas corpus
En olagligt häktad fri engelsk medborgare kunde hos en kunglig överdomstol begära en särskild skrivelse (writ), vilken utfärdades i kraft av kungens myndighet och innehöll en kunglig befallning till den häktande underordnade myndigheten att föra fram den fängslade personen inför domstol, på det att han där underkastas lagligt förfarande och domstolens beslut om hans kvarblivande i fängsligt förvar eller frigivande mot eller utan borgen. En dylik skrivelse kallades writ of habeas corpus efter det latinska formulärets begynnelseord, vanligen habeas corpus ad subiiciendum, lat. ungefär "Du skall föra personen inför rätta", det vill säga "du (nämligen mottagaren) skall inför domstol förete N.N:s person, att han där må underkastas lagligt förfarande".

## Engelsk lagstiftning
De många olagliga häktningarna under Karl I:s envåldstid framkallade 1640 en utförligt reglerande "habeas-corpus-akt" (ännu giltig). Utanför England känner man dock vanligen bara till den av liknande skäl, och särskilt till förhindrande av äldre lagbuds kringgående, utfärdade habeas-corpus-akten av 1679. I denna akt stadgades, att varje ämbetsman skulle efter mottagandet av en "writ of habeas corpus" vid högt vite inom 3 à 20 dagar (beroende på avståndet) föra fången inför domstol med uppgift om orsaken till och dagen för hans häktande samt att domstolen så skyndsamt som möjligt skulle undersöka hans påstådda brott. 
Den i 1679 års akt - som gäller häktning för kriminella förbrytelser, dock ej förräderi eller "feloni" - bekräftade rättsgrundsatsen gör det omöjligt att längre tid utan rannsakning hålla en person i fängelse och räknas med rätta till den engelska medborgerliga frihetens bästa garantier. En olagligen häktad kunde begära en dylik "writ" till sin förmån hos de tre överdomstolarna och - först endast under dessas ferier - även hos vid dem anställda domare. 

## Modernare engelsk rätt
Numera kan alla domare utfärda sådana "writs", och de kan gälla alla slag av frihetsberövande, till exempel inspärrande på mentalsjukhus, ja, till och med barns undanhållande från föräldrar eller förmyndare. Domstolarna kan även på denna väg kontrollera användningen av militär arrest, och vid häktande för utlämning skall den anhållne få meddelande om sin rätt att begära en "writ of habeas corpus", om han vill ha utlämningens tillåtlighet prövad inför domstol. Enligt 1862 års habeas-corpus-akt ska dylika "writs" inte utfärdas från England till de kolonier eller besittningar, som har ordnade domstolar med befogenhet att själva utfärda dem. Skottland har egen motsvarande lagstiftning. 
Numera tillämpas habeas-corpus-akterna ytterst sällan, eftersom deras blotta tillvaro vanligen hindrar förhalande från ämbetsmännens sida. I politiskt upprörda tider har de för kortare tid upphört gälla inom begränsade områden, där sådant ansetts nödvändigt (i modern vardaglig engelska ibland kallat sus-laws, från "suspendera"); då lagen sedan ånyo träder i kraft, brukar parlamentet genom en särskild "act of indemnity" frita ämbetsmännen från ansvaret för olaga häktning.

## Utanför England
Under termen "Habeas-corpus" eller "Habeas-corpus-akt" brukar man stundom även utanför England sammanfatta alla de i ett land gällande lagar, som har till syfte att skydda den personliga friheten. Viktigast i nutidens Europa är att habeas corpus förts in i den europeiska konventionen om de mänskliga rättigheterna, och därför - enligt lag 1994:1219 - har gjorts till svensk lag.